# Le Bailleul

Le Bailleul este o comună în departamentul Sarthe, Franța. În 2009 avea o populație de 1,202 de locuitori.